# Воскамп, Йохан
Йохан Воскамп (нидерл. Johan Voskamp; родился 15 октября 1984 года, Де-Лир, Южная Голландия) — нидерландский футболист, игравший на позиции нападающего.

## Биография

### Клубная карьера
Йохан Воскамп — воспитанник футбольной команды «Лира» из города Де-Лир. С 15 лет Йохан выступал за юношескую команду «Вестландия» из Налдвейка. В 2005 году молодой нападающий оказался в роттердамском «Эксельсиоре», который на тот момент выступал в первом дивизионе. В дебютном сезоне Воскамп отметился 9 голами в 27 матчах и стал победителем первого дивизиона.
Летом 2010 года к Йохану проявлял интерес российский «Спартак-Нальчик» и австрийский ЛАСК.
19 августа 2010 года, Воскамп заключил трёхлетний контракт с роттердамской «Спартой». В дебютной игре, состоявшейся 20 августа, Йохан забил восемь мячей в ворота «Алмере Сити», а его команда одержала крупную победу со счётом 12:1.
6 июля 2011 года Йохан стал игроком польского клуба «Шлёнск», подписав с командой контракт на три года. Летом 2016 года перешёл в «Валвейк».

## Клубная статистика выступлений
| Клуб             | Сезон            | Чемпионат | Чемпионат | Плей-офф чемпионата | Плей-офф чемпионата | Кубки | Кубки | Итого | Итого |
| Клуб             | Сезон            | Игры      | Голы      | Игры                | Голы                | Игры  | Голы  | Игры  | Голы  |
| ---------------- | ---------------- | --------- | --------- | ------------------- | ------------------- | ----- | ----- | ----- | ----- |
| Эксельсиор       | 2005/06          | 27        | 9         | -                   | -                   | 0     | 0     | 27    | 9     |
| Эксельсиор       | 2006/07          | 21        | 5         | 2                   | 1                   | 2     | 0     | 25    | 6     |
| Эксельсиор       | 2007/08          | 28        | 6         | -                   | -                   | 2     | 2     | 30    | 8     |
| Эксельсиор       | 2008/09          | 19        | 5         | 0                   | 0                   | 3     | 1     | 22    | 6     |
| Эксельсиор       | Итого            | 95        | 25        | 2                   | 1                   | 7     | 3     | 104   | 29    |
| Валвейк (аренда) | 2008/09          | 14        | 3         | 2                   | 0                   | 0     | 0     | 16    | 3     |
| Валвейк (аренда) | Итого            | 14        | 3         | 2                   | 0                   | 0     | 0     | 16    | 3     |
| Хелмонд Спорт    | 2009/10          | 33        | 22        | 4                   | 2                   | 3     | 3     | 40    | 27    |
| Хелмонд Спорт    | 2010/11          | 1         | 0         | -                   | -                   | 0     | 0     | 1     | 0     |
| Хелмонд Спорт    | Итого            | 34        | 22        | 4                   | 2                   | 3     | 3     | 41    | 27    |
| Спарта           | 2010/11          | 31        | 29        | -                   | -                   | 1     | 0     | 29    | 26    |
| Спарта           | Итого            | 31        | 29        | -                   | -                   | 1     | 0     | 32    | 29    |
| Всего за карьеру | Всего за карьеру | 174       | 79        | 8                   | 3                   | 11    | 6     | 193   | 88    |

(откорректировано по состоянию на конец сезона 2010/11)

## Достижения
«Эксельсиор»
- Победитель Первого дивизиона Нидерландов  (1):  2005/06

 «Шлёнск»
- Чемпион Польши (1): 2011/12
- Обладатель Суперкубка Польши (1): 2012

 «Спарта»
- Победитель Первого дивизиона Нидерландов (1): 2015/16